# Chủ nghĩa phúc âm tại Hoa Kỳ

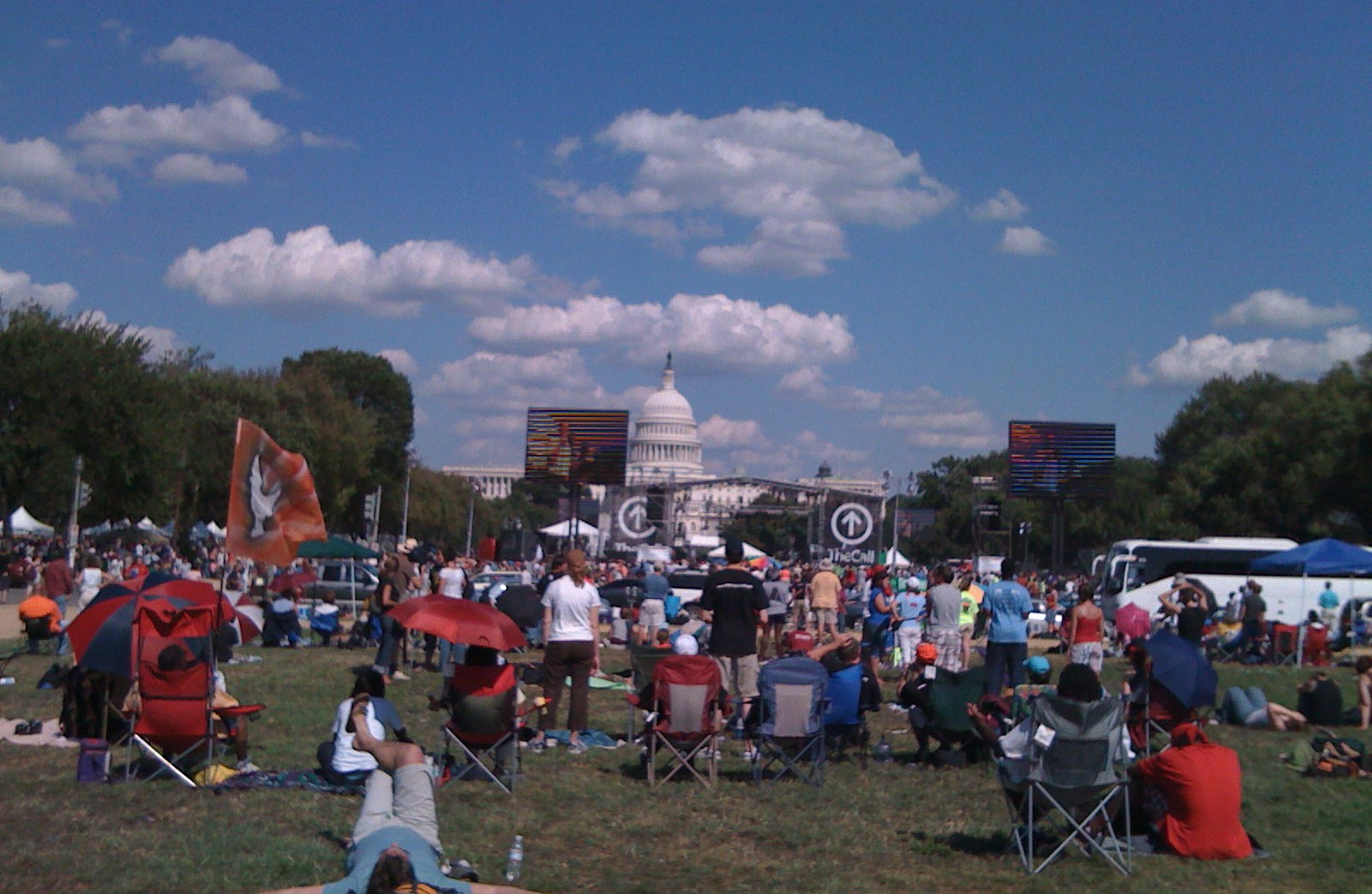
Tổ chức The Call diễu hành 2008, Washington, D.C.. United States Capitol nằm ở đằng sau.

Tại Hoa Kỳ, chủ nghĩa phúc âm là tên gọi chung cho những người Cơ Đốc giáo Kháng Cách tin vào sự cần thiết của việc tái sinh về phương diện tâm linh, nhấn mạnh tầm quan trọng của việc truyền bá Phúc Âm, và khẳng định giáo huấn Tin Lành truyền thống về thẩm quyền và tính lịch sử của Kinh Thánh.  Chiếm gần một phần tư dân số Mỹ, những người theo chủ nghĩa phúc âm có sự đa dạng và có nền tảng từ nhiều hệ phái khác nhau bao gồm Baptist, Mennonite, Calvinist, và các phong trào Giám lý, Ngũ tuần hay phi hệ phái.
Chủ nghĩa phúc âm có vai trò quan trọng trong việc định hình tôn giáo và văn hóa Mỹ. Đại Tỉnh thức thứ nhất trong thế kỷ 18 đánh dấu sự trỗi dậy của tinh thần phúc âm ở thuộc địa Mỹ. Khi cuộc phấn hưng Cơ Đốc giáo lan truyền khắp 13 thuộc địa, trào lưu phúc âm đã đoàn kết người Mỹ hướng về một đức tin chung. Đại Tỉnh thức thứ hai của thế kỷ 19 dẫn đến điều mà nhà sử học Martin Marty gọi là "Đế quốc Phúc âm", một giai đoạn trong đó những người phúc âm thống trị các tổ chức văn hóa, bao gồm các trường học và đại học. Những người phúc âm, đặc biệt là ở miền Bắc Hoa Kỳ, là người ủng hộ mạnh mẽ sự cải cách. Họ tham gia vào phong trào kiêng rượu và ủng hộ phong trào bãi nô, bên cạnh việc hướng tới giáo dục và cải cách tư pháp hình sự. Nhiều hệ phái thì chia rẽ về vấn đề nô lệ.
Vào cuối thế kỷ 19, sự đồng thuận phúc âm mà đã từng đoàn kết Tin Lành Hoa Kỳ không còn tồn tại nữa. Các nhà thờ Tin Lành trở nên chia rẽ về những ý tưởng trí thức và thần học mới, như thuyết tiến hóa Darwin và phương pháp phân tích lịch sử Kinh Thánh. Những người chấp nhận những ý tưởng tự do này được gọi là những người theo chủ nghĩa tân thời, trong khi những người chối bỏ chúng trở thành những người theo chủ nghĩa cơ yếu. Những người theo chủ nghĩa cơ yếu bảo vệ giáo lý về sự không sai lầm của Kinh Thánh và thông qua một hệ thống thần học thời đại luận (dispensationalism) để giải thích Kinh Thánh. Theo kết quả của cuộc "Tranh luận giữa Cơ yếu–Tân thời" trong những năm 1920 và 1930, những người cơ yếu chủ nghĩa mất quyền kiểm soát các giáo hội Tin Lành chính lưu và tự phân tách mình khỏi các giáo hội và tổ chức văn hoá phi cơ yếu. 
Sau Thế Chiến II, một thế hệ mới những người Tin Lành bảo thủ bác bỏ lập trường biệt lập của chủ nghĩa cơ yếu và bắt đầu tự gọi mình là theo phúc âm chủ nghĩa. Nhà truyền giáo nổi tiếng Billy Graham đi đầu trong việc khôi phục sử dụng thuật từ này. Trong khoảng thời gian này, một số các tổ chức phúc âm chủ nghĩa được thành lập, bao gồm Hiệp hội Phúc âm Quốc gia, tạp chí  Christianity Today  và một số cơ sở giáo dục, như Chủng viện Thần học Fuller. Như là một phản ứng đối với văn hóa đối kháng của thập niên 1960, nhiều người phúc âm bắt đầu hoạt động chính trị và tham gia vào cánh hữu Cơ Đốc giáo, trở thành một khối bầu cử quan trọng của Đảng Cộng hòa. Các nhà quan sát như Frances FitzGerald lưu ý rằng từ năm 2005 ảnh hưởng của cánh hữu Cơ Đốc giáo trong số những người phúc âm đã bị suy giảm. Dù ít nhưng cũng có một số người phúc âm nhận mình là cánh tả.